# Clarissen
De Orde der Clarissen is een contemplatieve kloosterorde van nonnen in de Rooms-Katholieke Kerk. Het is de tweede orde van Franciscus van Assisi, een vrouwelijke tak van de vroeg-franciscaanse beweging, en werd rond 1212 door Clara van Assisi (Clara Sciffi) (1194–1253) gesticht in San Damiano.

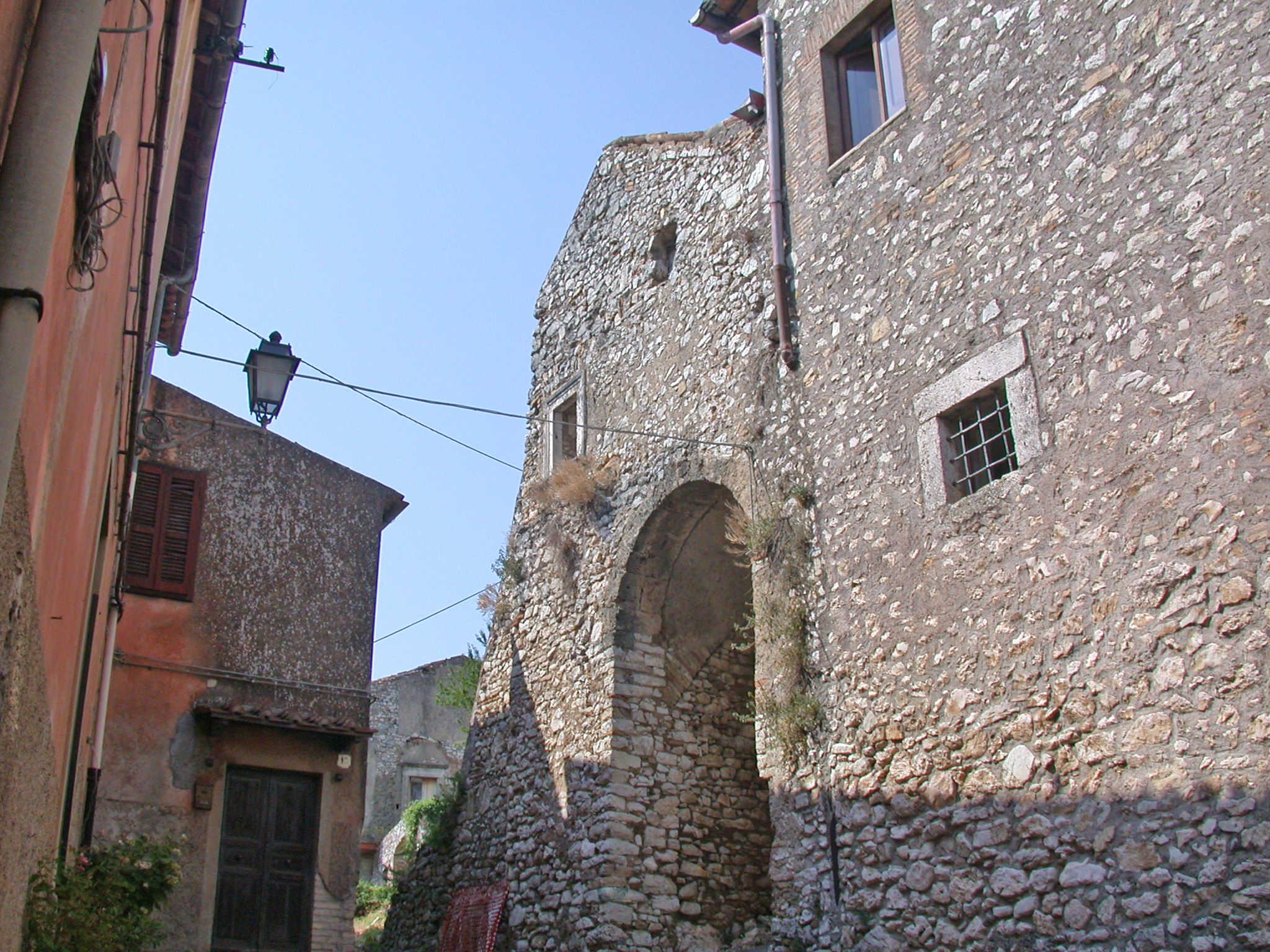
Clarissenklooster in Italië (Fara in Sabina)

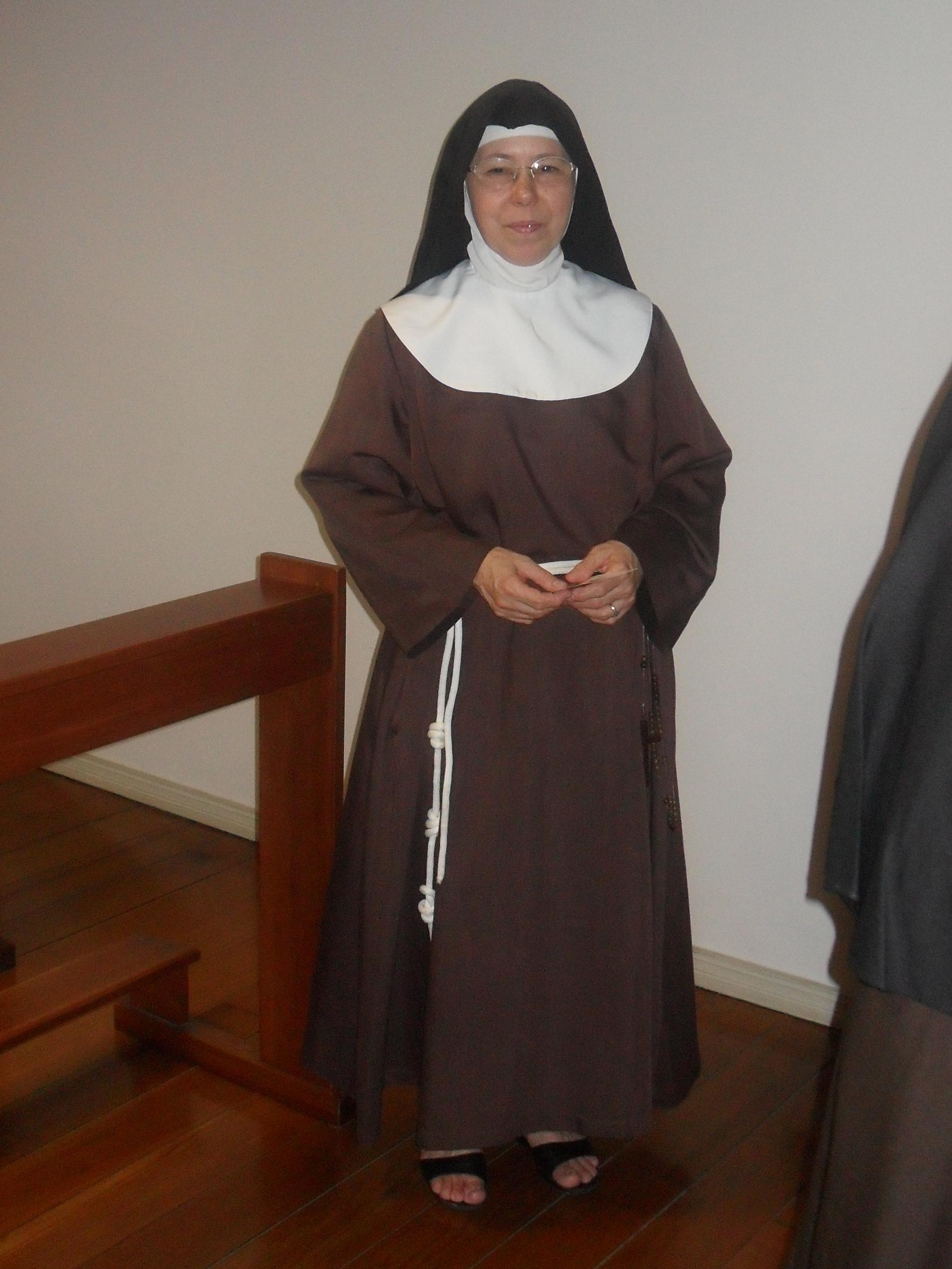
Clarissenzuster

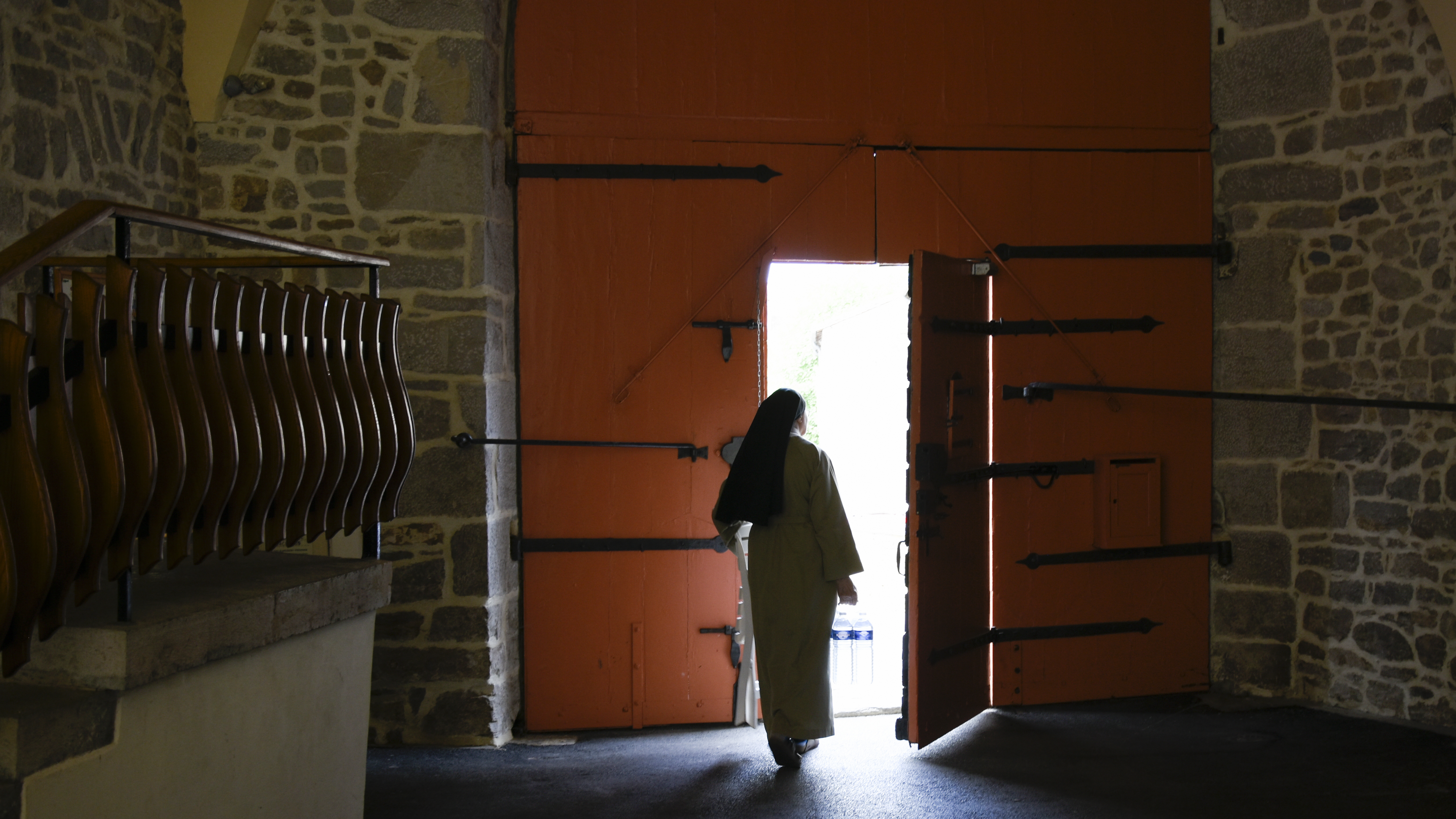
Een claris in het Sint-Claraklooster (Poligny)

## Geschiedenis
Clara van Assisi schreef een eigen kloosterregel, waarin een oproep tot apostolische armoede.
Daarna schreef kardinaal Ugolino (de latere paus Gregorius IX) een regel voor clarissen die veel navolging vond, maar niet in het klooster van de heilige Clara. Pas in 1253 kreeg de regel van Clara pauselijke goedkeuring. Paus Urbanus IV gaf in 1263 een nieuwe regel die door de meeste clarissenkloosters werd gevolgd (urbanisten of rijke claren), maar niet door allen (arme claren).
Een pleidooi van de Heilige Coleta om terug te keren naar de regel van Clara leidde rond 1410 tot het ontstaan van de clarissen coletienen als afscheiding van de 'rijke' clarissen, hoewel die ook zo rijk niet waren. Later ontstonden nieuwe groeperingen, namelijk de kapucinessen en recollectinen. In 1953 keerden vele clarissenkloosters wereldwijd terug naar de oorspronkelijke regel van Clara, ook de clarissen in Nederland deden dat. Daarmee verdween het onderscheid tussen 'arme en rijke claren'.
In Spanje volgden reeds tijdens het leven van Clara stichtingen. Het oudste klooster in Spanje werd in Pamplona gesticht: het klooster van Santa Engracia in 1228. De goedkeuring per pauselijk bul kwam van paus Gregorius.

## Geloften
Clarissen leven in een pauselijk slot, dit betekent dat zij hun monasterium niet verlaten en er blijven tot de dood.
Aan het hoofd van het klooster staat een abdis, die gekozen wordt voor het leven. Het leven van de clarissen is er een van volkomen afzondering van de wereld, vol armoede, boete en beschouwing. De kerk is toegankelijk, maar de zusters mogen niet zichtbaar zijn vanuit de kerk. De clausuur wordt meestal afgeschermd door een hek uit smeedwerk.
Ze ontvangen aalmoezen en hebben beperkte inkomsten. Hun dagtaak is een afwisseling van handenarbeid en koorgebed; sommige clarissen komen om middernacht samen voor gebed. De meeste kloosters hebben wel een verzameling van belangrijke relieken, en besteden veel aandacht aan het koorgebed.

### 'Worst naar Clara brengen' of 'eieren naar Clara brengen'
Naast het ontvangen van aalmoezen, bestaat er ook de traditie in Nederland dat families, verenigingen of organisaties van evenementen een worst brengen naar Clara (clarissen) met de vraag of zij zullen bidden voor goed weer.
In België werden eieren naar de arme klaren gebracht, door dezelfde groepen, opdat ze voor mooi weer zouden bidden ter gelegenheid van een bepaald feest of gebeurtenis.

## Clarissen in Nederland
In Nederland zijn er clarissenkloosters in Nijmegen, Megen en Eindhoven. Er waren ook kloosters in Wamel (Clarekamp), Tilburg, Helmond, Nieuwe Niedorp, Babberich, Harderwijk en Cadier en Keer en kasteel Ammersoyen (1873-1945).
Gemeenschappen vergrijsden in de loop der jaren door gebrek aan intredingen. De bejaarde monialen die zijn overgebleven worden verzorgd in een speciaal klooster in Someren, Zorgcentrum Witven.
Het Clarissenklooster in Eindhoven werd gesticht in 1936. In 1993 werd het overgenomen door in 1990 uit de Verenigde Staten naar Nederland gekomen arme clarissen (Poor Clares). In 2015 vertrokken deze Clarissen weer.

## Clarissen in België
In België zijn of waren er clarissenkloosters in Antwerpen, Brugge, Genk, Gent, Brussel, Leuven, Hasselt, Sint-Truiden, Turnhout, Oostende, Roeselare en andere steden.